# Flow Wrocław
Flow Wrocław – wrocławska drużyna Ultimate Frisbee w dywizji mixed, założona w 2011 roku. Klub osiągnął 3 razy tytuł mistrza Polski na trawie (2018, 2019, 2021) oraz dwukrotnie na piasku (2015, 2021). Ponadto drużyna regularnie uczestniczy w Klubowych Mistrzostwach Europy (EUCF), zajmując wysokie lokaty (2014 – 4. miejsce, 2018 – 5. miejsce, 2019 – 5. miejsce, 2021 – 4. miejsce).

## Historia

### Początek
Drużyna Flow korzeniami sięga pierwszych dwóch wrocławskich drużyn Ultimate: WD40 oraz UFOdpaleni. Pierwsza z nich została założona przez Geoffa Schwartza w 2005 roku i była jedną z pierwszych drużyn Ultimate w Polsce. Drużyna UFOdpaleni powstała w 2010 roku z inicjatywy studentów AWF Wrocław. Jeszcze w lecie 2010 roku obie drużyny rozpoczęły wspólne treningi i połączone wystąpiły na pierwszych Mistrzostwach Polski odbywających się w Sosnowcu, zajmując finalnie 8. miejsce.

### 2011
W 2011 roku drużyny WD40 oraz UFOdpaleni zdecydowały się na stałe połączyć i przyjąć obecną nazwę Flow. Pierwszym partnerem drużyny został Młodzieżowy Klub Piłkarski Wratislavia Wrocław, która przyjęła Flow pod swoje skrzydła tworząc sekcję Ultimate, w konsekwencji czego drużyna Flow przyjęła nazwę Flow Wratislavia. W tym samym roku zespół Flow wystąpił na kilku turniejach polskich i zagranicznych, w tym na pierwszych w historii Halowych Mistrzostwach Polski odbywających się we Wrocławiu, oraz drugich mistrzostwach kraju, rozgrywanych na nawierzchni trawiastej, które miały miejsce w Warszawie. Na obu turniejach mistrzowskich Flow Wratislavia zajął 6 pozycję w klasyfikacji końcowej.

### 2012
Wiosną 2012 roku drużyna Flow zajęła 4. pozycję na Halowych Mistrzostwach Polski. Był to rok intensywnego rozwoju sekcji Flow Wratislavia, która oprócz zdobywania doświadczenia i coraz wyższych lokat na turniejach zaangażowała się również w rozwój i promocję Ultimate w Polsce organizując, na obiektach Wrocławskiej Akademii Wychowania Fizycznego, trzecie Mistrzostwa Polski Mixed, na których jako gospodarz osiągnęła 4. miejsce.

### 2013
W 2013 Flow Wratislavia utrzymywała się w czołówce polskiego Ultimate, awansując z turniejów kwalifikacyjnych do turniejów finałowych o Mistrzostwo Polski zarówno w rozgrywkach halowych, jak i na trawie. Nie odniosła jednakże znaczących sukcesów, zajmując 6. miejsce na Halowych Mistrzostwach Polski, oraz 5. miejsce na Mistrzostwach Polski Mixed na trawie. Był to jednak istotny i przełomowy sezon pod względem organizacyjnym, ponieważ drużyna Flow zakończyła dwuletnią współpracę z Młodzieżowym Klubem Piłkarskim Wratislavia i po zakończeniu sezonu związała się z Akademickim Związkiem Sportowym Akademii Wychowania Fizycznego we Wrocławiu. Tym samym drużyna zmieniła nazwę na AZS AWF Flow Wrocław. Tego samego roku zawodnicy seniorskiego składu AZS AWF Flow Wrocław powołali do życia sekcję juniorską, wskutek czego powstała drużyna AZS AWF Flow Junior.

### 2014
Rok 2014 obfitował w kluczowe dla drużyny wydarzenia ze sportowego punktu widzenia. Flow rozpoczęło rok sukcesem, którym było pierwsze w historii drużyny miejsce na podium Halowych Mistrzostw Polski w Rzeszowie. W meczu o brązowy medal wrocławskie Flow pokonało drużynę mJah z Warszawy. W dalszej części sezonu drużyny spotkały się w półfinale Mistrzostw Polski w odmianie trawiastej, gdzie warszawska drużyna zrewanżowała się, ogrywając wrocławian 15:7. Flow zajęło ostatecznie 4. miejsce na tym turnieju, ustępując drużynie SOL z Sosnowca.

### 2015
Sezon drużyna rozpoczęła od zajęcia 5. miejsca na Halowych Mistrzostwach Polski. W czerwcu, Flow udało się triumfować w pierwszych w historii Plażowych Mistrzostwach Polski, tym samym drużyna zdobyła swój pierwszy złoty medal Mistrzostw polski. Na koniec sezonu Flow zaliczyło przełomowy występ podczas Mistrzostw Polski na trawie, które odbyły się w Łanach pod Wrocławiem. Po komplecie zwycięstw w grupie, ćwierćfinale i półfinale zespół dotarł po raz pierwszy w swojej historii do finału Mistrzostw Polski na trawie. W finale Flow uległo utytułowanej i będącej faworytem spotkania, drużynie Grandmaster Flash z Warszawy, wynikiem 17:8. W roku 2015 wielu zawodników AZS AWF Flow Wrocław wystąpiło również w reprezentacjach Polski na Mistrzostwach Europy rozgrywanych w duńskiej Kopenhadze. W składzie reprezentacji żeńskiej reprezentacji wystąpiła Alicja Stebińska. W składzie reprezentacji męskiej wystąpili: Tomasz Zatoń, Dariusz Urbanik, Bartłomiej Żyła, Marcin Bielewski, Paweł Milanowicz, Filip Dobranowski oraz Bartłomiej Specjał. W składzie reprezentacji mixed wystąpili: Monika Sadowska, Katarzyna Dobranowska, Barbara Kacprzak, Paulina Lewandowska, Łukasz Dobranowski oraz Michał Dul. Po tym sezonie z drużyny AZS AWF Flow Wrocław odeszła ostatecznie grupa zawodników wywodzących się z Kamieńca Wrocławskiego, zakładając zespół KWR Knury.

### 2016
Drużyna rozpoczęła sezon od występu na Halowych Mistrzostwach Polski, podczas których wystawiła dwa składy, Flow White oraz Flow Black, które zajęły odpowiednio 3. (brązowy medal) i 8. miejsce w klasyfikacji końcowej. W maju AZS AWF Flow Wrocław zagrało na turnieju kwalifikacyjnym do finałów Klubowych Mistrzostw Europy, gdzie w bardzo dobrym stylu wygrało wszystkie mecze i pokonując drużyny z Polski, Czech, Słowacji, Austrii i Węgier, zajęło pierwsze miejsce. W sierpniu, na turnieju kwalifikacyjnym w Chorzowie, Flow wywalczyło sobie awans do turnieju finałowego Mistrzostw Polski na trawie, które odbyły się we wrześniu w Poznaniu. Podczas tego wydarzenia Flow przegrało jedynie dwa mecze, oba z KWR Knury z Kamieńca Wrocławskiego, zarówno w grupie, jak i półfinale, tym samym zajmując trzecie miejsce w klasyfikacji końcowej. W meczu o brązowy medal grupa AZS AWF Flow Wrocław pokonała drużynę mJah z Warszawy wynikiem 10:8. Na zakończenie sezonu Flow wystąpiło na turnieju finałowym Klubowych Mistrzostw Europy, który odbył się w październiku we Frankfurcie nad Menem. Pomimo tego, iż zespół Flow dzięki zwycięstwu w regionalnych kwalifikacjach zestawiony został na pozycji faworyta, ostatecznie uplasował się na 8 lokacie. Po sezonie drużynę AZS AWF Flow Wrocław opuściła spora grupa zawodniczek i zawodników. W sezonie 2016 siedmiu zawodników AZS AWF Flow Wrocław wystąpiło w barwach reprezentacji Polski na odbywających się na przełomie czerwca i lipca Mistrzostwach Świata (WUGC2016) w Londynie. W reprezentacji w dywizji mixed byli to: Paulina Dul (Lewandowska), Michał Dul, Dariusz Urbanik, Tomasz Zatoń oraz Bartłomiej Specjał, natomiast w reprezentacji w dywizji męskiej byli to Maciej Parys i Marcin Bielewski.

### 2017
Po roku 2016 AZS AWF Flow po odejściu wielu zawodników stanęło przed potrzebą odbudowy składu. Na pierwszym turnieju Flow zajęło 8. miejsce na Halowych Mistrzostwach Polski. Sezon 2017 zespół zakończył relatywnie dobrym występem na Mistrzostwach Polski na trawie, odbywających się we Wrocławiu, gdzie oprócz 4. miejsca, Flow wygrało nagrodę Spirit Of The Game.

### 2018
W okresie zimowym Flow zdobyło srebrny medal na Halowych Mistrzostwach Polski przegrywając w finale z mJah 14–15. Przez sezon letni drużyna występowała w Śląskiej Lidze Ultimate Poligon, zdobywając na koniec „Betonowy Blok” za 1. miejsce w rozgrywkach. W sierpniu zespół zmagał się w rundzie kwalifikacyjnej Mistrzostw Europy w Velkich Bílovicach (CZE). Flow wygrało wszystkie mecze i tym samym zapewniło sobie miejsce w Finałach Mistrzostw Europy 2018. Na wrześniowych Mistrzostwach Polski w Opalenicy Flow po raz pierwszy w swojej historii zdobyło tytuł Mistrza Polski pokonując w finale znaczącą przewagą KWR Knury 13–5. Na zwieńczenie sezonu Flow Wrocław zagrało na Finałach Klubowych Mistrzostw Europy odbywających się we Wrocławiu, ostatecznie zajmując 5. miejsce.

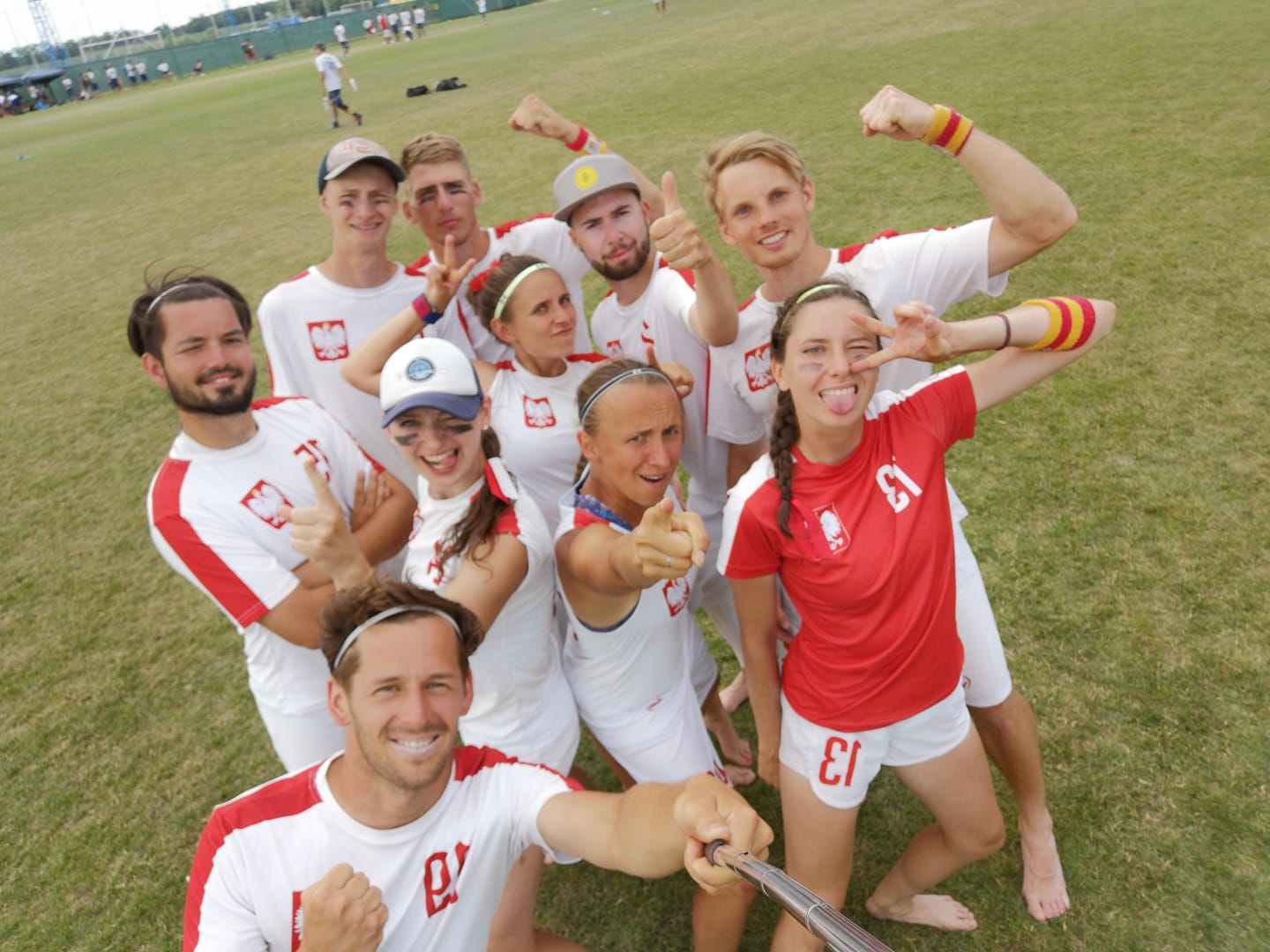
Zawodnicy Flow Wrocław reprezentujący Polskę na Mistrzostwach Europy w 2019 roku

### 2019
Zimą drużyna zajęła 2. miejsce na Halowych Mistrzostwach Polski, ulegając 13–20 drużynie mJah. W trakcie sezonu zasadniczego Flow startowało co miesiąc w kolejkach Śląskiej Ligi Ultimate Poligon, ostatecznie wygrywając fazę play-off i zdobywając „Betonowy Blok” drugi raz z rzędu. W 2019 roku Flow Wrocław zagrało na prestiżowym turnieju międzynarodowym Windmill w Amsterdamie, zajmując wysokie 5. miejsce. Na koniec sezonu Flow obroniło tytuł mistrza Polski pokonując mJah 15:6, a na Finałach Klubowych Mistrzostw Europy w Caorle powtórzyło wynik z poprzedniego sezonu zajmując 5. miejsce. W sezonie 2019 wielu zawodników Flow Wrocław wystąpiło również w reprezentacji Polski w dywizji mixed na Mistrzostwach Europy rozgrywanych w węgierskim Gyor. W składzie wystąpili: Aleksandra Milanowicz (Szyrwiel), Małgorzata Czaplińska, Sylwia Ziętala, Barbara Raba, Paweł Milanowicz, Daniel Błach, Maciej Pająk, Jakub Wróbel, Bartłomiej Specjał.

### 2020
9 stycznia 2020 roku klub został oficjalnie zarejestrowany jako Klub Sportowy Flow Wrocław. Ze względu na pandemię COVID-19 turnieje zostały w dużej mierze odwołane, a treningi drużynowe zostały wznowione dopiero latem. W 2020 klub wystąpił w części zasadniczej sezonu tylko na dwóch kolejkach ligi i jednym dwudniowym turnieju, a zimą tuż przed zamknięciem obiektów sportowych, na Halowych Mistrzostwach Polski, wystawiając dwa składy, gdzie jeden z nich zajął 3. miejsce.

### 2021
W 2021 roku Flow przygotowywało się przede wszystkim do obrony tytułu Mistrza Polski oraz zdobycia medalu Mistrzostw Europy. Klub rozpoczął sezon od wygrania 1. kolejki VR Ultimate League oraz 1. rundy Mistrzostw Polski, wygrywając wszystkie rozegrane mecze znaczącą przewagą. Klub wziął udział w Plażowych Mistrzostwach Polski, które wygrał w finale 11–10 z AKS ZŁY Kosmodysk – wielokrotnymi Mistrzami Polski na plaży. Pod koniec sezonu Flow Wrocław nie pokazywało już tak znaczącej przewagi nad pozostałymi drużynami w Polsce, ale ostatecznie drużyna obroniła tytuł Mistrza Polski, w finale pokonując warszawskie mJah wynikiem 13:10. Na przełomie września i października Klub jako reprezentant Polski w kategorii mixed pojechał do Brugii w Belgii walczyć o tytuł Mistrza Europy. Ostatecznie KS Flow Wrocław zajął 4. miejsce przegrywając w walce o medal z PUTI(Finlandia) 7–8.

## Stroje

Aktualne stroje KS Flow Wrocław
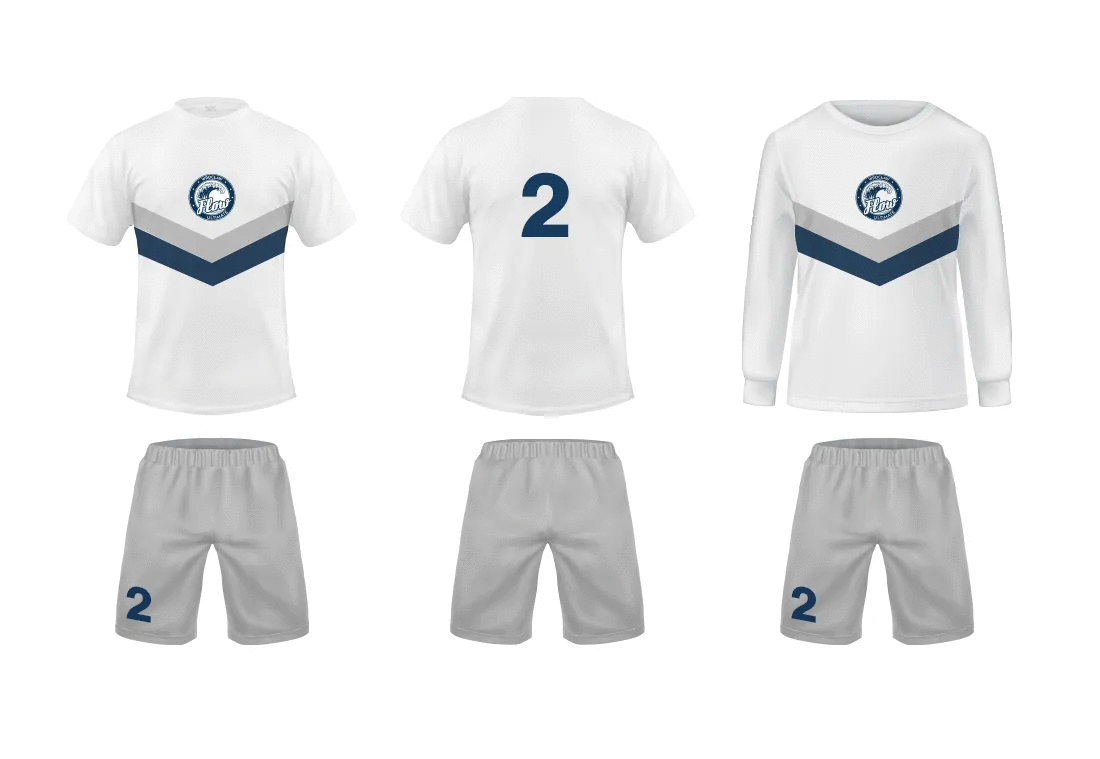
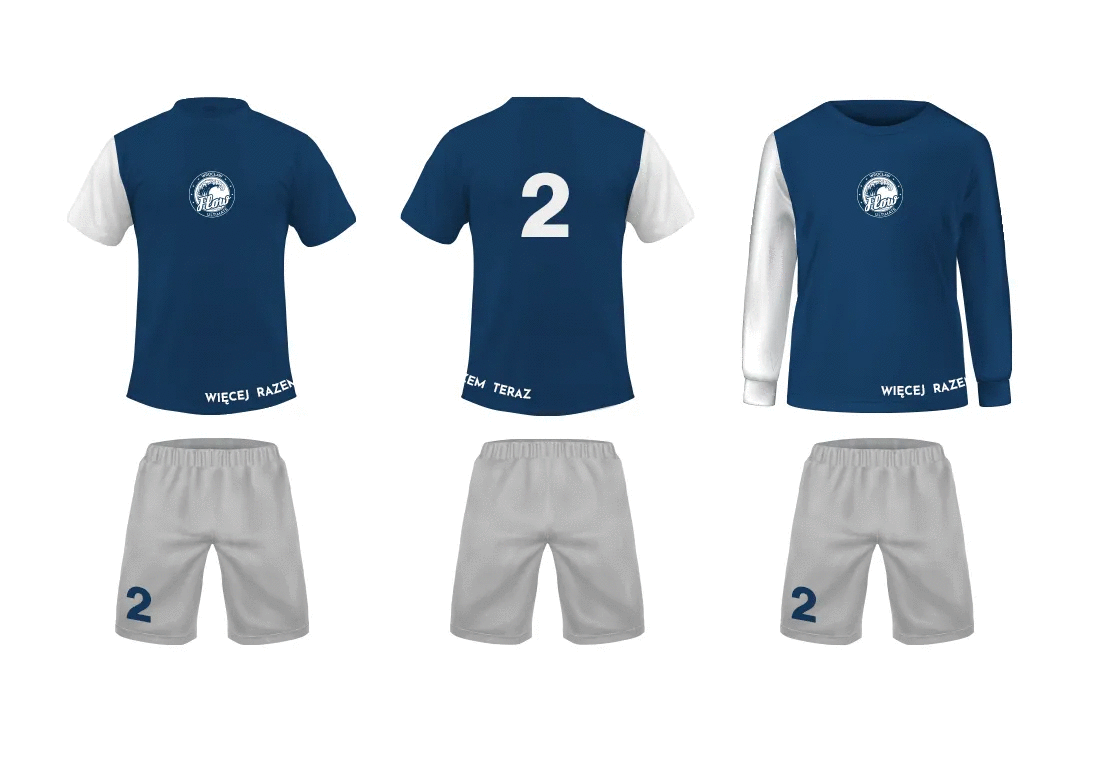

## Wyniki klubu

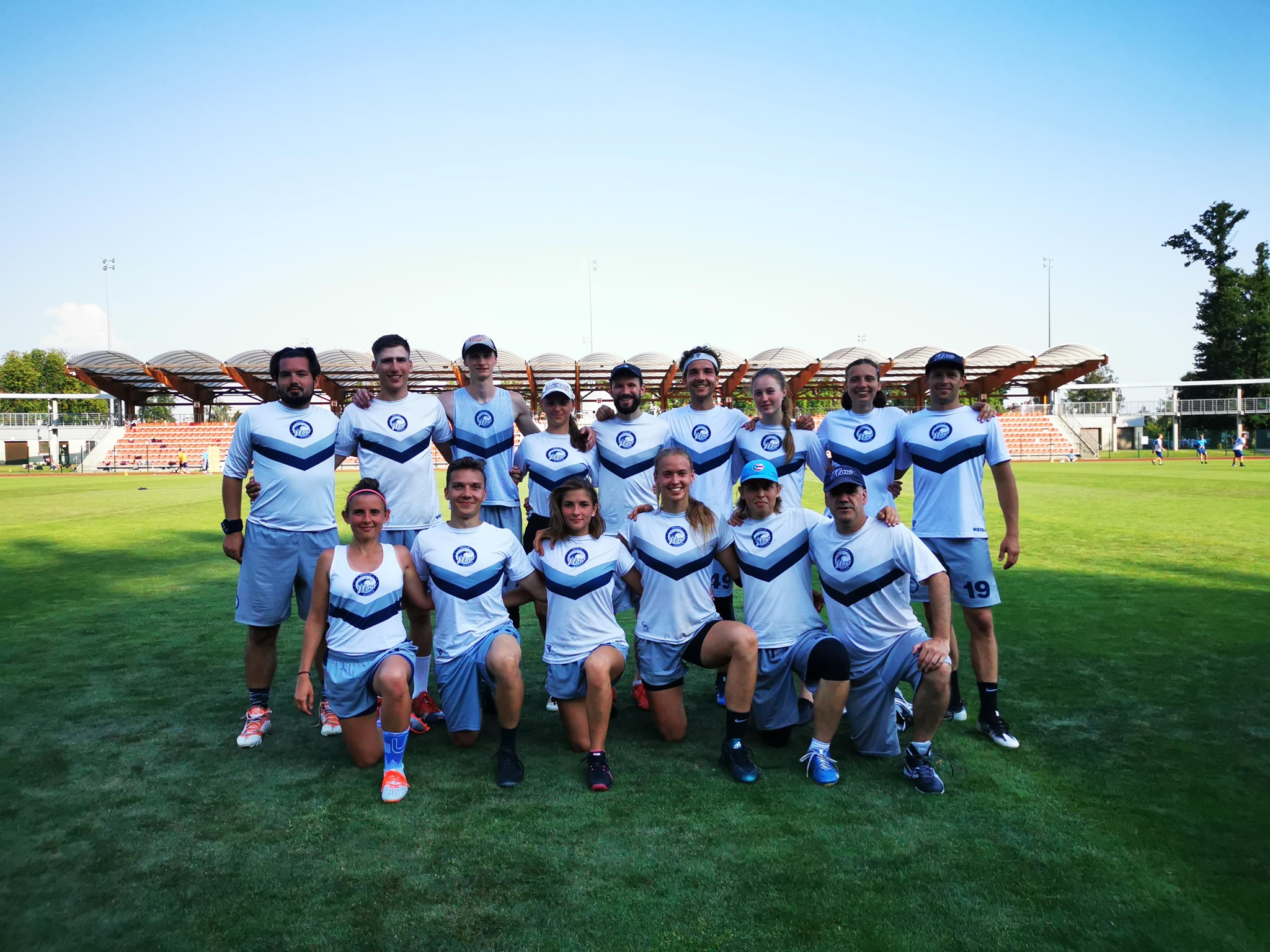
Zawodnicy Flow Wrocław podczas rozgrywek „VR Ultimate League”

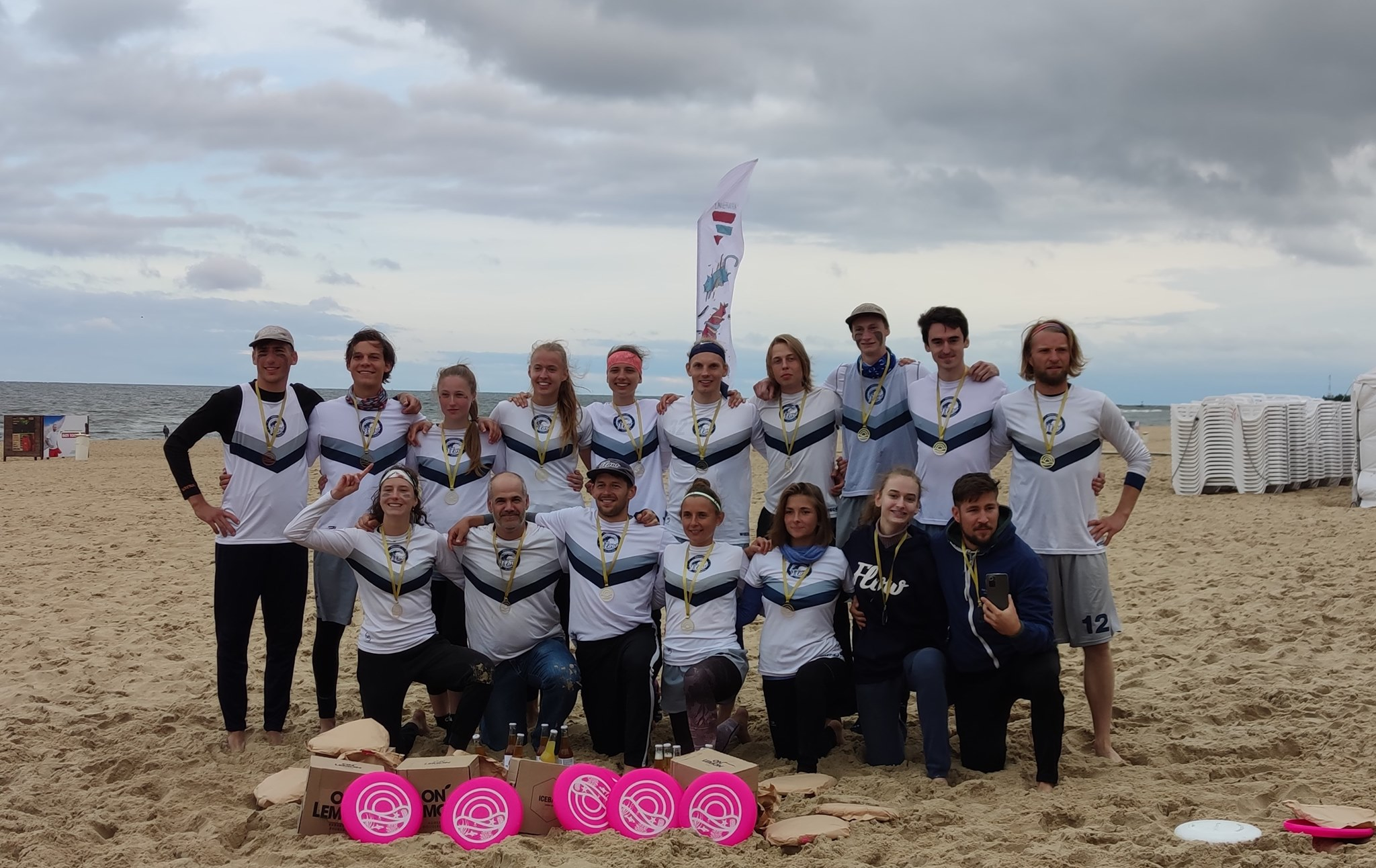
Zawodnicy Flow Wrocław na plażowych Mistrzostwach Polski w 2021 roku

| Mistrzostwa Polski | Mistrzostwa Polski | Mistrzostwa Polski |
| Miejsce            | Rok                | Miejscowość        |
| ------------------ | ------------------ | ------------------ |
| 6.                 | 2011               | Warszawa           |
| 4.                 | 2012               | Wrocław            |
| 5.                 | 2013               | Opalenica          |
| 4.                 | 2014               | Łódź               |
| 2.                 | 2015               | Łany               |
| 3.                 | 2016               | Poznań             |
| 4.                 | 2017               | Wrocław            |
| 1.                 | 2018               | Opalenica          |
| 1.                 | 2019               | Opalenica          |
| 1.                 | 2021               | Brzeg              |
| 3.                 | 2022               | Wrocław            |

| Halowe Mistrzostwa Polski | Halowe Mistrzostwa Polski | Halowe Mistrzostwa Polski |
| Miejsce                   | Rok                       | Miejscowość               |
| ------------------------- | ------------------------- | ------------------------- |
| 4.                        | 2012                      | Kraśnik                   |
| 6.                        | 2013                      | Bełchatów                 |
| 3.                        | 2014                      | Rzeszów                   |
| 5.                        | 2015                      | Wrocław                   |
| 3.                        | 2016                      | Płock                     |
| 8.                        | 2017                      | Wrocław                   |
| 2.                        | 2018                      | Zabrze                    |
| 2.                        | 2019                      | Warszawa                  |
| 3.                        | 2020                      | Wrocław                   |
| 3.                        | 2022                      | Warszawa                  |

| Plażowe Mistrzostwa Polski | Plażowe Mistrzostwa Polski | Plażowe Mistrzostwa Polski |
| Miejsce                    | Rok                        | Miejscowość                |
| -------------------------- | -------------------------- | -------------------------- |
| 1.                         | 2015                       | Gdańsk                     |
| 4.                         | 2016                       | Gdańsk                     |
| 2.                         | 2017                       | Gdańsk                     |
| 4.                         | 2018                       | Gdańsk                     |
| 1.                         | 2021                       | Gdańsk                     |
| 2.                         | 2022                       | Gdańsk                     |

| Klubowe Mistrzostwa Europy | Klubowe Mistrzostwa Europy | Klubowe Mistrzostwa Europy |
| Miejsce                    | Rok                        | Miejscowość                |
| -------------------------- | -------------------------- | -------------------------- |
| 4.                         | 2014                       | Frankfurt                  |
| 8.                         | 2016                       | Frankfurt                  |
| 5.                         | 2018                       | Wrocław                    |
| 5.                         | 2019                       | Caorle                     |
| 4.                         | 2021                       | Brugia                     |

## Zawodnicy

### Aktywni zawodnicy
Stan na 21.12.2021
| Nr. | Pozycja | Zawodniczki               |
| --- | ------- | ------------------------- |
| 13  | Cutter  | Małgorzata Czaplińska (C) |
| 26  | Cutter  | Zuzanna Brzezińska (C)    |
| 18  | Handler | Natalia Nędzi             |
| 30  | Cutter  | Anna Jeziorska            |
| 95  | Cutter  | Katarzyna Widźgowska      |
| 72  | Cutter  | Maja Kozak                |
| 23  | Handler | Barbara Raba              |
| 11  | Cutter  | Gabriela Pisarczuk        |
| 8   | Cutter  | Weronika Szóstak          |
| 24  | Cutter  | Sylwia Ziętala            |
| 99  | Cutter  | Aleksandra Milanowicz     |

| Nr. | Pozycja | Zawodnicy              |
| --- | ------- | ---------------------- |
| 19  | Handler | Bartłomiej Specjał (C) |
| 32  | Cutter  | Paweł Milanowicz       |
| 9   | Handler | Michał Krotliński      |
| 77  | Cutter  | Daniel Błach (C)       |
| 15  | Handler | Jakub Wróbel           |
| 3   | Handler | Geoff Schwartz         |
| 7   | Cutter  | Krzysztof Przybyś      |
| 42  | Handler | Maciej Pająk (C)       |
| 12  | Handler | Dariusz Urbanik        |
| 14  | Cutter  | Sergii Anufriiev       |
| 97  | Cutter  | Jakub Korta            |
| 73  | Cutter  | Łukasz Duda            |
| 49  | Cutter  | Andrzej Zaród          |